# Faust des Nordwestens
Faust des Nordwestens ist das zweite Album des Frankfurter Rappers Azad. Es war gleichzeitig das letzte Album des Künstlers das am 28. April 2003 über das Label 3P erschien, bevor er sein eigenes Label Bozz-Music gründete. Er produzierte die meisten Tracks des Albums selbst, das Mastering fand im Gegensatz zum vorherigen Album allerdings in Paris statt.

## Musikalischer Stil
Das Album enthält sowohl harten Battle-Rap als auch Anleihen aus dem R&B. Musikalisch konnte Azad seinem provokanten Reimstil treu bleiben und sich, was Flow und Beat angeht, steigern. Die einzelnen Tracks sind vielschichtiger als bei seinem vorherigen Album Leben und reicht von hartem Battle-Rap bis zu eher sanften Tracks, wie das Lied Mein Licht das seiner Tochter gewidmet ist. Neben den eher ruhigeren Liedern, die seine Tochter betreffen, findet auf den restlichen Tracks der Beef mit Samy Deluxe, wie auch MC René Erwähnung. Diverse Features von seinen Frankfurter Kollegen, wie auch die Zusammenarbeit mit Kool Savas runden das ganze ab.
Die Zusammenarbeit mit Kool Savas lieferte zudem einen Vorgeschmack auf das gemeinsame Album One.

## Titelliste
1. Intro – 1:34
2. A – 3:55
3. #1 feat. Kool Savas – 3:32
4. Bang feat. J-Luv – 3:45
5. Prelude Drama – 0:37
6. Drama feat. Linda Carriere – 4:36
7. Ehre & Stärke feat. Sako – 3:52
8. MC U Reen – 2:53
9. Faust des Nordwestens – 3:56
10. Prelude ? – 0:22
11. ? – 2:42
12. Schmerz/Überleben – 3:30
13. Mein Licht – 3:33
14. Ruhe vor dem Sturm feat. Warheit – 3:10
15. Fickt Euch – 3:30

## Bedeutung der Liedtexte
Intro / Prelude Drama / Prelude ? – sind instrumentale Stücke. Intro und Prelude ? wurden von Azad geschrieben. Prelude – stammt von Chan.
A – Das Lied ist ein typischer Battle-Rap. Es ist die einzige Singleauskopplung des Albums.
#1 – ist ein gemeinsam mit Kool Savas vorgetragenes Lied. Die ersten beiden Strophen werden abwechselnd gerappt. Der Refrain und die dritte Strophe werden gemeinsam gesungen. Inhaltlich ist das Lied ein weiterer Battle-Track. Der Titel weist auf das gemeinsame Album hin, welches zwei Jahre später erscheinen sollte.
Bang – enthält ein Feature von J-Luv. Das Lied enthält Anleihen aus dem Soul, vor allem im Refrain, der von J-Luv gesungen wird.
Drama – ist das erste ruhige Lied der Platte. Das Lied ist sehr persönlich und handelt von Azads Leben. Der Refrain wird von der britischen Sängerin Linda Carriere auf Englisch gesungen.
Ehre & Stärke – enthält ein Feature von Sako. Sako ist Mitglied des französischen Rapduos Chiens de Paille. Azad beginnt die Strophen auf Deutsch und ab der Mitte rappt Sako französisch weiter. Auch im Refrain wechseln sich die beiden Rapper ab.
MC U Reen – ist ein Diss-Track gegen MC Rene. Schon auf seinem ersten Album disste Azad ihn im Lied Gegen den Strom. Ebendieses Lied wird gegen Ende von MC U Reen rückwärts abgespielt.
Faust des Nordwestens – der Titeltrack des Albums ist ein weiterer, schneller Battle-Track.
? – handelt von der Hip-Hop-Kultur und Azads Selbstverständnis. In der zweiten Strophe erklärt Azad den Beef mit Samy Deluxe für beendet. Der Beat ist eher langsam und eingängig.
Schmerz/Überleben – In diesem Lied berichtet Azad von den Schwierigkeiten, das Leben zu meistern und wie Familie und Glaube es einem erleichtern, seinen Weg zu gehen.
Mein Licht – ist seiner Tochter Lea gewidmet. Es ist eine Liebeserklärung an sie. Das Lied enthält ein Sample von Notorious B.I.G.
Ruhe vor dem Sturm – enthält ein Feature der Rapgruppe Wahrheit, der Azad, Jeyz, Sezai, Lunafrow und Chaker angehören. Jedes Mitglied der Gruppe rappt einen Teil des Liedes. Azad nahm später jedes Mitglied der Gruppe auf seinem Label Bozz Music unter Vertrag.
Fickt euch – ist der Abschluss des Albums und ein weiterer Battle-Track. Es enthält im Gegensatz zu den anderen Tracks eine Reihe von Schimpfwörtern. Das Lied richtet sich gegen „falsche“ Fans und MCs.

## Illustration
Das Cover ist in diversen Braun-, Beige- und Goldfarben gehalten. Im Hintergrund sieht man die Umrisse eines zusammenfallenden Gebäudes, in der Bildmitte steht eine Person, die von einem Umhang fast vollständig verhüllt wird und dem Bildbetrachter eine Faust entgegenstreckt. Darunter befindet sich der Titel des Albums, sowie rechts und links (von oben nach unten) jeweils ein Text in goldener Schrift. Die Schrift soll asiatische Schriftzeichen wiedergeben, welche allerdings keine tiefergehende Bedeutung haben. Azads Logo befindet sich als fast unsichtbare helle Schattierung in der Mitte des Covers und reicht in seinen Ausmaßen bis zum seitlichen Goldtext.